# Gare d’Étriché - Châteauneuf
Gare d’Étriché - Châteauneuf vasútállomás Franciaországban, Étriché településen.

## Vasútvonalak
Az állomást az alábbi vasútvonalak érintik:
- Le Mans–Angers-vasútvonal

## Kapcsolódó állomások
A vasútállomáshoz az alábbi állomások vannak a legközelebb:
- Gare de Morannes (Gare du Mans, Le Mans–Angers-vasútvonal)
- Gare de Tiercé (Gare d’Angers-Maître-École, Le Mans–Angers-vasútvonal)